# Doddabyalalu, Piriyapatna
Doddabyalalu là một làng thuộc tehsil Piriyapatna, huyện Mysore, bang Karnataka, Ấn Độ.